# Газизова, Халима Хисамутдиновна
Халима Хисамутдиновна Газизова (26 января 1933, Варзи-Омга, Татарская АССР — 29 июля 2020, Альметьевск, Татарстан) — передовик советской строительной отрасли, каменщица строительно-монтажного управления № 41 треста № 8 Министерства строительства предприятий нефтяной и газовой промышленности СССР, город Альметьевск Татарской АССР, полный кавалер ордена Трудовой Славы (1986).

## Биография
Родилась в 1933 году в деревне Варзи-Омга Агрызского района, ныне республики Башкортостан. Отец погиб на фронте, а мать осталась с четырьмя детьми. Есть сестра-близнец — Амина Хисамутдиновна. Завершила обучение в начальной школе и пошла работать в местный колхоз.
В 1957 году переезжает на постоянное место жительство в город Альметьевск. Выбрав для себя профессию каменщика, быстро научилась основам и приступила к работе в строительном управлении. С 1954 по 1961 годы работала в тресте «Альметьевнефтестрой». С 1961 по 1963 годы в СМУ-42 треста № 6, а с 1963 по 1988 годы в СМУ-41 треста № 8. В 1971 году за отличную работу представлена к ордену Знак Почёта.
Была каменщицей высшего разряда, обучала профессии молодое поколение. Участник возведения многих жилых микрорайонов города, работала на стройке драматического театра. Награждалась знаком «Ударник пятилетки». Неоднократно её имя заносилось на Доску почёта города и предприятия.
Указом Президиума Верховного Совета СССР от 5 марта 1976 года была награждена орденом Трудовой Славы III степени.
Указом Президиума Верховного Совета СССР от 25 декабря 1981 года была награждена орденом Трудовой Славы II степени.
Указом Президиума Верховного Совета СССР от 13 июня 1986 года за высокие производственные результаты и большие заслуги в строительстве объектов Халима Хисамутдиновна Газизова была награждена орденом Трудовой Славы I степени. Стала полным кавалером Ордена Трудовой Славы.
С 1988 года находится на пенсии. Персональный пенсионер Всесоюзного значения.
Проживала в городе Альметьевске республики Татарстан.

## Награды и звания
- Орден Знак Почёта (30.03.1971);
- Орден Трудовой Славы I степени (13.06.1986);
- Орден Трудовой Славы II степени (25.12.1981);
- Орден Трудовой Славы III степени (05.03.1976);
- медали.
- Почётный гражданин города Альметьевск.

## Память
- На Аллее Героев в центральном парке города Альметьевска установлен бюст.